# 마사모라
마사모라(스페인어: mazamorra)는 스페인과 히스패닉 아메리카에서 먹는 여러 가지 음식과 음료를 일컫는 말이다. 주로 옥수수로 만든다.

## 지역별 마사모라

### 도미니카 공화국

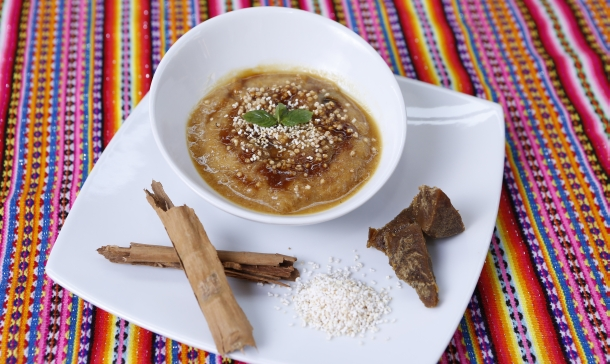
마사모라 데 칼라바사

도미니카 공화국에서 "마사모라"는 호박으로 만든 음식을 가리킨다. 삶거나 찐 호박을 으깬 다음, 볶은 양파를 곁들여 먹는다. 이 음식이 "호박 마사모라"라는 뜻의 마사모라 데 칼라바사(스페인어: mazamorra de calabaza)로도 불린다.
다른 지역에서 "마사모라"로 불리는 옥수수 요리와 비슷한 도미니카 공화국 음식으로는 마하레테와 차카가 있다. 마하레테는 곱게 간 옥수수로 만든 푸딩이며, 차카는 옥수수알 알갱이를 갈지 않고 만든다.

### 베네수엘라
베네수엘라에서 "마사모라"는 마하레테와 비슷하지만, 스위트콘으로 만들며 파넬라를 사용한다.

### 스페인
스페인 코르도바 지역에서 "마사모라"는 아호블랑코나 살모레호와 비슷한 아몬드 요리를 가리킨다. 아몬드와 빵을 마늘, 올리브유, 식초, 물, 소금과 함께 갈아서 걸쭉하게 만든 다음, 아몬드 편을 뿌려 내는 음식이다. "코르도바식 마사모라"라는 뜻의 마사모라 코르도베사(스페인어: mazamorra cordobesa)로도 불린다.

### 아르헨티나
아르헨티나에서 "마사모라"는 옥수수, 물, 설탕, 바닐라로 만드는 후식이다. "로크로(locro)"라 불리는 흰옥수수를 사용하며, 우유를 넣은 버전도 흔하다. 5월 25일, 6월 20일, 7월 9일 등 국경일에 먹는 음식이기도 하다.

### 칠레

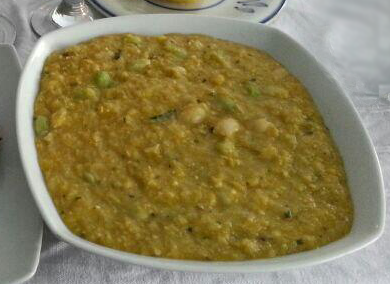
포로토스 콘 마사모라

칠레에서 "마사모라"는 삶은 옥수수와 우유를 간 것을 가리키며, 호랑이콩과 옥수수, 호박 등을 넣어 끓인 스튜인 포로토스의 재료로 쓰인다. 옥수수알 알갱이 대신 마사모라가 들어간 포로토스는 "포로토스 콘 마사모라(porotos con mazamorra)"라 불린다.

### 코스타리카
코스타리카에서는 "마사모라"가 스위트콘, 우유, 가당연유, 무당연유, 계피를 넣어 끓인 아톨을 가리킨다. 따뜻하게 마시는 수프 또는 음료이다.

### 콜롬비아

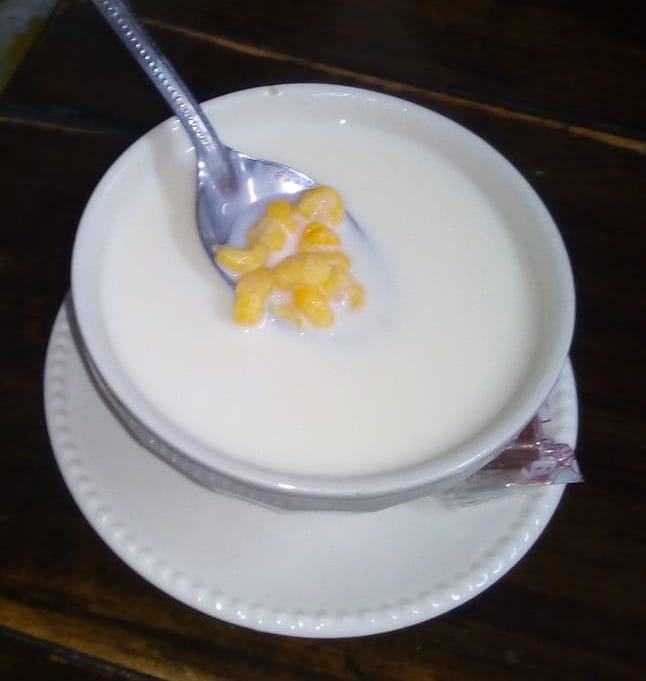
파이사식 마사모라

콜롬비아 파이사(안티오키아, 에헤 카페테로, 바예델카우카 북부, 톨리마 북부) 지역에서는 "마사모라" 소금간을 하지 않은 물에 삶은 옥수수알을 우유에 넣어 내는 음식이며, 파넬라나 보카디요 같은 달콤한 음식과 함께 낸다.
알티플라노 쿤디보야센세 지역에서는 두 가지 음식이 "마사모라"로 불린다. 하나는 설탕을 넣은 달콤한 것으로 (때때로 파넬라를 추가하기도 한다.) 보통 치차를 만들 때 쓰인다. 다른 하나는 짭잘하고 걸쭉한 수프나 스튜에 쓰이며, 보통 옥수수알을 양파, 고수 잎, 마늘 등과 함께 갈아 만든다. 여러 가지 채소와 마사모라를 넣어 끓인 수프나 스튜를 마사모라 치키타(스페인어: mazamorra chiquita)라 부른다.
카리브 해안 지역에서는 바나나나 기네오(풋바나나)와 우유, 계피를 넣어 만든 마사모라를 먹는다.

### 쿠바
쿠바에서 "마사모라"는 마하레테와 비슷한 음식이다. 곱게 간 옥수수로 만든 푸딩이며, 건포도, 바닐라, 레몬 제스트 등을 넣기도 하며, 육두구가루나 계피가루를 뿌려 낸다.

### 파나마
파나마에서 "마사모라"나 페사다(스페인어: pesada)로 불리는 음식은 옥수수 녹말을 물에 풀어 끓여 만든다. 과일과 계피, 정향 등 향신료로 맛을 내는데, 가장 흔히 쓰이는 과일은 난세이다. 난세 즙을 끓이다가 옥수수 녹말, 설탕(또는 사탕수수 즙)을 넣는다

### 파라과이

카우으즈

파라과이에서는 카우으즈(과라니어: kaguyjy)나 "마사모라"라 불리는 음식이 "로크로(locro)"라 불리는 흰옥수수로 만들어진다. 전통적으로 "레히아(lejía→표백제)"라 불리는 잿물을 넣어 끓이는데, 레히아는 물에 재를 탄 다음 면보에 걸러 만든다. 잘 스튜한 마사모라는 당밀이나 우유, 설탕 등을 곁들여 먹는다.

### 페루

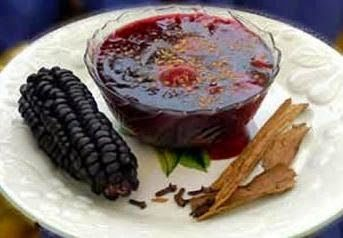
마사모라 모라다

페루에서는 "마이스 모라도(maíz morado)"라 불리는 자색옥수수와 호박 등 채소를 추뇨가루와 함께 끓여 만든 음료를 전통적으로 아피라 부르는데, 아피에 단맛을 추가한 음식이 대체로 "마사모라"라 불린다. 가장 흔한 것은 자색옥수수로 만든 마사모라 모라다(스페인어: mazamorra morada)이다. 리마 지역의 마사모라 모라다는 자색옥수수를 고구마 녹말, 파인애플, 계피 등과 함께 끓여 만든다.
우아누코나 앙카시 등 안데스 지역에서는 호박과 파넬라, 계피, 정향을 넣어 만든 마사모라 데 칼라바사(스페인어: mazamorra de calabaza→호박 마사모라)를 먹는다. 피우라에서는 같은 음식이 마사모라 데 삼붐바(스페인어: mazamorra de zambumba)라 불린다.
아마존 우림 지역에서는 모쇼라(스페인어: moshora)라 불리는 버전이 만들어지는데, 옥수수를 껍질째로 구운 다음 아니스, 파넬라, 물과 섞어 만든다.
그 외에도 특히 리마 지역을 중심으로 밀가루, 파넬라, 라드, 정향, 아니스를 넣어 만드는 마사모라 데 코치노(스페인어: mazamorra de cochino→돼지 마사모라), 밀가루, 설탕, 정향, 아니스, 배, 마르멜루를 넣어 만들고 가당연유나 꿀 등을 곁들여 먹는 마사모라 데 찬초(스페인어: mazamorra de chancho→돼지 마사모라), 포도 즙, 고구마 녹말, 꿀을 넣어 만드는 마사모라 데 우바스(스페인어: mazamorra de uvas→포도 마사모라) 등 다양한 마사모라가 존재한다. 상기토(스페인어: sanguito)라 불리는 버전은 굵은 옥수수가루인 콘밀을 넣어 만들어 마사모라 데 폴렌타(스페인어: mazamorra de polenta)로도 불린다. 콘밀 외에 옥수수알, 파넬라, 라드, 건포도 등이 들어간다.

### 푸에르토리코
푸에르토리코에서는 "마사모라"나 푼체(스페인어: funche)가 커스터드나 푸딩과 비슷한 질감으로 만들어진다. 옥수숫대에서 잘라낸 옥수수알을 옥수숫대와 함께 물이나 우유에 넣어 끓인 다음, 옥수숫대를 버리고 곱게 갈아 시누아 등 체에 걸러서 나온 액체를 냄비에 다시 넣어 설탕, 소금, 우유나 무당연유, 옥수수 녹말과 함께 끓인다. 버터, 코코넛 크림, 생강 등 향신료, 레몬 제스트 등을 넣기도 하며, 육두구가루나 계피가루를 뿌려 낸다.

## 같이 보기
- 옥수수 스튜
- 옥수수 푸딩
- 폴렌타